# 五泉街道
五泉街道，是中华人民共和国甘肃省兰州市城关区下辖的一个乡镇级行政单位。

## 行政区划
五泉街道下辖以下地区：
禄家巷社区、闵家桥社区、力行新村社区、兰山村社区、和平新村社区和五泉村社区。